# Street Sweeper Social Club (album)
Street Sweeper Social Club è il primo eponimo album in studio del gruppo musicale rock statunitense Street Sweeper Social Club, pubblicato nel 2009.

## Tracce
1. Fight! Smash! Win! – 3:35
2. 100 Little Curses – 4:03
3. The Oath – 4:25
4. The Squeeze – 3:13
5. Clap for the Killers – 3:57
6. Somewhere in the World It's Midnight – 3:20
7. Shock You Again – 2:41
8. Good Morning, Mrs. Smith – 3:20
9. Megablast (Moore, Morello, Riley) – 3:47
10. Promenade – 2:31
11. Nobody Moves (Til We Say Go) – 4:13

## Formazione
- Tom Morello - chitarra, basso
- Boots Riley - voce
- Stanton Moore - batteria, percussioni